# 罗伊·巴斯卡
拉姆·罗伊·巴斯卡（Ram Roy Bhaskar，1944年5月15日—2014年11月19日）是英国籍印度裔的哲学家，他开创了批判实在主义哲学体系，在自然科学哲学和社会科学哲学有很大影响。

## 生平
1944年5月15日，巴斯卡出生于伦敦，当时被起名为拉姆·罗伊·巴斯卡。巴斯卡的父亲是印度的婆罗门，他在1939年抵达了英格兰，之后与一位英国女护士成婚。在小学时，为了避免种族欺凌，巴斯卡从自己的名字里删去了“拉姆”。
1963年，巴斯卡前往牛津大学就读政经哲，之后开始攻读经济学博士。但他很快改变了兴趣，以科学哲学为起点转向哲学，最终创建了“批判实在主义”哲学体系。
在以罗姆·哈瑞为导师攻读哲学博士之后，巴斯卡撰写了题为“关于社会科学中的解释的问题”的博士论文，旨在讨论经验主义作为社会科学的元理论。在被建议进行简化后，巴斯卡重写了关于科学的实在主义理论的部分，并作为博士论文再次递交了它。遗憾的是，两份稿件都被拒绝了，而且巴斯卡也没有获得博士学位。
2008年，巴斯卡因夏科氏关节病而截肢，从此失去了一只脚，需要借助轮椅来行动。2014年11月19日，巴斯卡因心力衰竭逝世。